# Сантер, Натали
Натали́ Санте́р (итал. Nathalie Santer; род. 28 марта 1972, Сан-Кандидо, Трентино-Альто-Адидже), в замужестве Сантер-Бьёрндален (фр. Nathalie Santer-Bjørndalen) — итальянская и бельгийская биатлонистка. Имеет двойное бельгийское и итальянское гражданство, так как её мать родом из восточной Бельгии. Участница пяти зимних Олимпиад. Завершила карьеру в 2008 году.
Единственный призёр общего зачета Кубка мира по биатлону среди женщин, которая никогда не выигрывала медали на чемпионате мира (по 2016 год включительно).
За карьеру одержала 3 победы на этапах Кубка мира и трижды была второй, а в сезоне 1993/94 заняла второе место в общем зачёте, уступив только Светлане Парамыгиной. Лучшее достижение на Олимпийских играх — 6-е место в спринте в Лиллехаммере в 1994 году. Бронзовый призёр Чемпионата Европы 1997 года.
Натали — старшая из трёх дочерей, их отец Герберт Сантер — организатор известного лыжного марафона «Marcialonga», этапа Кубка мира по лыжам. Мать девушек, Годелив, родилась в Бельгии. Сёстры Натали Саскиа и Стефани также занимаются спортом: Саскиа входила в сборную Италии по биатлону, а Стефани — в итальянскую сборную по лыжным гонкам. Сама Натали также стартовала на чемпионате мира по лыжным гонкам 2007 года, но финишировала в гонке на 10 км лишь 53-й.
Продолжила своё выступление в биатлоне, выступая за сборную Бельгии.
В 2008 году Натали Сантер-Бьёрндален объявила о своём уходе из большого спорта.
В 2006 году Натали вышла замуж за норвежского биатлониста Уле-Эйнара Бьёрндалена, с которым встречалась несколько лет. В октябре 2012 года было объявлено, что Натали и Уле-Эйнар разводятся после 6 лет брака.

## Кубок мира
- 1993—1994 — 2-е место
- 1997—1998 — 18-е место (116 очков)
- 1998—1999 — 40-е место (48 очков)
- 1999—2000 — 12-е место (237 очков)
- 2000—2001 — 15-е место (376 очков)
- 2001—2002 — 29-е место (179 очков)
- 2002—2003 — 52-е место (25 очков)
- 2003—2004 — 50-е место (33 очка)
- 2004—2005 — 78-е место (6 очков)
- 2005—2006 — 78-е место (5 очков)
- 2006—2007 — 58-е место (27 очков)